# 尚韦尔
尚韦尔（法語：Champvert，法語發音：[ʃɑ̃vɛʁ]）是法国涅夫勒省的一个市镇，位于该省南部，属于讷韦尔区。

## 地理
尚韦尔（46°50'26"N, 3°30'41"E）面积46.12 平方千米，位于法国勃艮第-弗朗什-孔泰大區涅夫勒省，该省份为法国中部省份，北至约讷省，西北接卢瓦雷省，西接谢尔省，南至阿列省，东南接索恩-卢瓦尔省，东临科多尔省。
与尚韦尔接壤的市镇（或旧市镇、城区）包括：蒂扬日、迪耶讷-欧比尼、拉马希讷、圣莱热德维涅、德西茲、德韦、沙兰、韦尔讷伊。

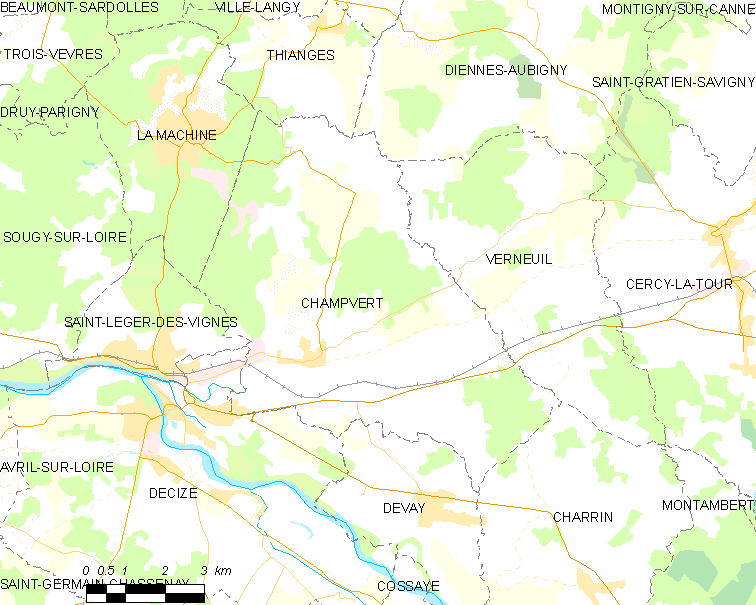
尚韦尔的OSM定位图

尚韦尔的时区为UTC+01:00、UTC+02:00（夏令时）。

## 行政
尚韦尔的邮政编码为58300，INSEE市镇编码为58055。

## 政治
尚韦尔所属的省级选区为德西兹县。

## 人口

1962-2008年间尚韦尔人口变化图示

尚韦尔于2022年1月1日时的人口数量为744人。